# Collision Warning Brake Support
Il CWBS, acronimo di Collision Warning with Brake Support, è un sistema di protezione contro gli impatti frontali sviluppato da Volvo.

## Funzionamento
Il Collision Warning with Brake Support è un sistema che aiuta a prevenire le collisioni tramite l'impiego di un radar. Il Radar installato nella parte anteriore del veicolo avvisa l'utente del fatto che la velocità del proprio veicolo è troppo elevata durante l'avvicinamento al veicolo che ci precede.
Un avvertimento visuale e sonoro avvisa dapprima l'autista del pericolo. Il sistema quindi si predispone aumentando la forza frenante tramite l'applicazione di un pressione aggiuntiva ai freni al fine di ridurre la velocità del veicolo.
Con il sistema CWBS l'autista ha sempre il controllo della frenata. Se il pilota decide di prendere qualche azione evasiva al fine di evitare l'urto (ad esempio se decide di scartare e di accelerare) il sistema anticollisione non frenerà il veicolo.
Se invece il pilota frena ma applicando una forza non sufficiente ed il sistema rileva che in questo modo l'urto non verrebbe evitato il sistema CWBS inizierà a decelerare autonomamente il veicolo .
Il sistema CWBS è stato presentato per la prima volta nel 2007 sulla Volvo S80.